# Viktade rep

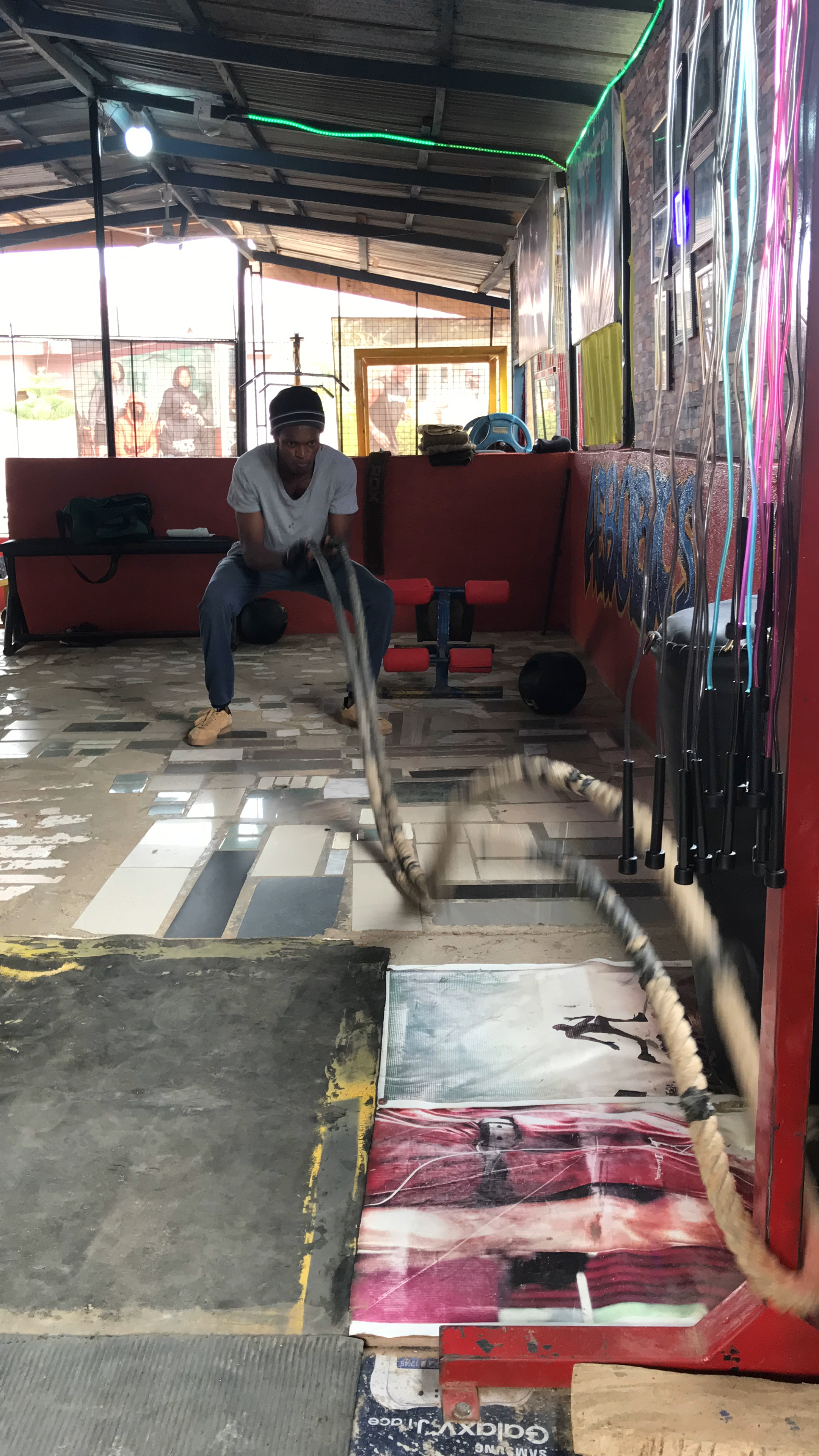
Viktade rep i Ghana.

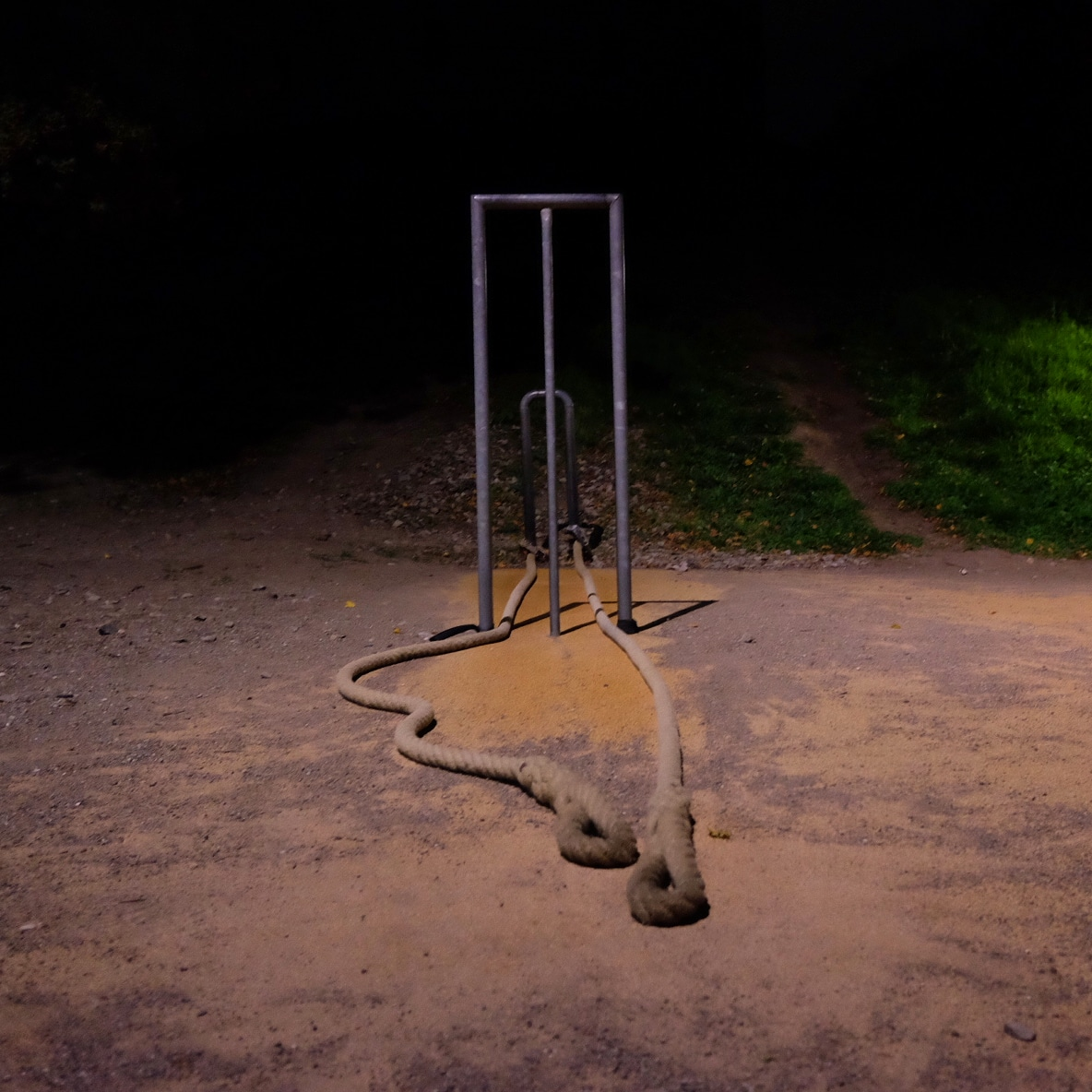
Viktade rep, Gamla vattentornets gym, utegym i Pildammsparken i Malmö.

Viktade rep är ett träningsredskap. Det användes tidigare som träningsredskap inom till exempel amerikansk fotboll men kom under 2010-talet att få ett bredare genomslag. Träningen är främst styrketräning men ger också konditionsträning. Repen används genom att man slår eller piskar dem mot marken vilket bildar en vågrörelse.